# Fondazione nazionale Carlo Collodi
La Fondazione nazionale Carlo Collodi è un ente senza scopi di lucro costituito nel 1962 con decreto del presidente della Repubblica n°1313 del 18 luglio 1962 , che ha tra i suoi scopi quello di diffondere e far conoscere nel mondo le opere di Carlo Collodi, in particolare Le avventure di Pinocchio.

## Storia
È un ente morale senza scopo di lucro che vede la sua comparsa per mezzo del Comitato per il monumento a Pinocchio, presieduto da Rolando Anzilotti, a cui si deve la parte originaria del Parco di Pinocchio: Pinocchio e la Fata realizzata da Emilio Greco e la Piazzetta dei Mosaici di Venturino Venturi.
Il Comitato inoltre aveva avviato importanti iniziative culturali, come la raccolta delle edizioni collodiane e lo studio di vita e opere dell'autore. Nel 1962 tutta questa attività, insieme all'attrattiva turistica del Parco, avevano raggiunto una consistenza tale da giustificare la scelta di farsi Fondazione, con impronta di matrice culturale.
Le attività della FNCC concernono il campo della letteratura per ragazzi, dell'arte, della cultura e la promozione della cultura dei bambini e per i bambini, partendo dal capolavoro conosciuto in tutto il mondo: Le avventure di Pinocchio. 
I valori artistici ed sociali sia dell'opera sia del protagonista Pinocchio, fanno dell'opera, il libro non religioso più tradotto al mondo, uno strumento straordinariamente efficace per sensibilizzare bambini e adulti alle più diverse tematiche, contribuendo a suscitare entusiasmo e un atteggiamento positivo verso tutte quelle proposte educative e ricreative che si distinguono per qualità.
La FNCC dal 2008 è membro della Fondazione Euromediterranea “Anna Lindh” per il Dialogo Interculturale e ad oggi è proprietaria e gestore del Parco di Pinocchio riconosciuto quale realizzazione culturale permanente; gestisce inoltre anche lo Storico Giardino Garzoni di Villa Garzoni a Collodi e che ha contato nomi d'arte importanti come l'architetto Filippo Juvarra, e la Collodi Butterfly House, una struttura in pietra e cristallo autoportante, che ospita un giardino tropicale dove vivono e si riproducono farfalle originarie delle zone tropicali o equatoriali. Ha anche promosso l'attività di restauro di Villa Arcangeli, anch'essa a Collodi, divenuta poi sede propria e luogo di conservazione della Biblioteca Collodiana.
Nell'intento di valorizzazione e diffusione delle opere di Collodi nonché di tutto il portato d'interculturalità, d'arte, educazione e conoscenza pedagogica universale insito in esse, la FNCC propone attività e agisce promuovendo progetti culturali di respiro locale, regionale, nazionale ed internazionale.
A livello locale, ha promosso l'immagine culturale e turistica di Collodi, quale patria del famoso burattino, con un concorso che ha permesso di selezionare pittori di un certo calibro che hanno realizzato murales di grandi dimensioni sulle facciate delle case collodiane prospicienti il Parco. Vie e piazze quindi si colorano e imprimono, nell'immagine che custodiscono, il rapporto del villaggio e Pinocchio secondo l'immaginario dei visitatori provenienti da tutto il mondo e quello dello scrittore e il “suo paese”, reso appunto da questi famoso in tutto il mondo! Un'iniziativa che può naturalmente proiettarsi nel tempo.
Inoltre promuove il Pinocchio Tournée, un tour consistente in dodici mostre itineranti per varie città che simbolicamente mostrano le mille facce del burattino. In occasione delle mostre, vengono realizzati anche laboratori didattici per bambini e la Tenda delle Farfalle.
A testimonianza dei valori che custodisce, la Fondazione ha eretto inoltre il Pinocchio in legno più grande al mondo (28 marzo del 2009), collocato in un'area vicino al Parco di Pinocchio con lo sguardo rivolto verso lo Storico Giardino Garzoni. Se Pinocchio è simbolo della volontà dei bambini, del loro bisogno di crescita anche attraverso la cultura e l'istruzione, simbolicamente questo Pinocchio, che giganteggia nel Parco, vuole essere la testimonianza visiva di un concetto importante: «Tutti i bambini hanno diritto all'educazione e alla cultura». Per questo motivo la Fondazione ha redatto anche un appello affinché nella Costituzione europea siano inseriti i principi della convenzione internazionale sui diritti dell'infanzia, con riferimento agli articoli 28-31 che riguardano proprio la cultura e l'istruzione. Una copia dell'appello è altrettanto simbolicamente custodita sotto il cappello del maestoso Pinocchio.